# Кандиба Роман Олександрович
Рома́н Олекса́ндрович Канди́ба — солдат Збройних сил України. Брав участь у боях в складі 40-го мотопіхотного батальйону.

## Нагороди та вшанування
За особисту мужність і героїзм, виявлені у захисті державного суверенітету та територіальної цілісності України, вірність військовій присязі під час російсько-української війни, відзначений — нагороджений
- 13 серпня 2015 року — орденом «За мужність» III ступеня.